# EHC Biel
EHC Biel (celým názvem: Eishockeyclub Biel) je švýcarský klub ledního hokeje, který sídlí ve městě Biel v kantonu Bern. Založen byl v roce 1939. Svůj poslední název nese od roku 1948. Švýcarským mistrem se stal celkem třikrát, poslední titul získal Biel v sezóně 1982/83. Od sezóny 2008/09 působí v National League, švýcarské nejvyšší soutěži ledního hokeje. Klubové barvy jsou červená a žlutá.
Své domácí zápasy odehrává v Tissot Areně s kapacitou 6 521 diváků.

## Historické názvy
Zdroj:
- 1939 – EHC Biel (Eishockeyclub Biel)
- 1947 – fúze s EHC Tornado Biel ⇒ EHC Tornado Biel (Eishockeyclub Tornado Biel)
- 1948 – EHC Biel (Eishockeyclub Biel)

## Získané trofeje
- Championnat / National League A ( 3× )
  - 1977/78, 1980/81, 1982/83

## Hokejisté Československa a Slovenska v dresu EHC Biel
| Hráč           | Sezona    |
| -------------- | --------- |
| Igor Liba      | 1990/1991 |
| Patrick Kučera | 2000/2001 |
| Jiří Bicek     | 2008/2009 |

## Přehled ligové účasti
Zdroj:
- 1963–1964: National League B Ost (2. ligová úroveň ve Švýcarsku)
- 1964–1967: National League B West (2. ligová úroveň ve Švýcarsku)
- 1967–1968: 1. Liga (3. ligová úroveň ve Švýcarsku)
- 1968–1972: National League B West (2. ligová úroveň ve Švýcarsku)
- 1972–1974: National League B Ost (2. ligová úroveň ve Švýcarsku)
- 1974–1975: National League B West (2. ligová úroveň ve Švýcarsku)
- 1975–1995: National League (1. ligová úroveň ve Švýcarsku)
- 1995–2008: National League B (2. ligová úroveň ve Švýcarsku)
- 2008– : National League (1. ligová úroveň ve Švýcarsku)

## Jednotlivé sezóny
| Švýcarsko (1992 – ) |                  |                                                   |                        |
| Sezona              | Umístění v ZČ    | Play-off                                          | Češi                   |
| 1992/1993           | 8. místo         | Čtvrtfinále Prohra s EHC Kloten 0 : 4             |                        |
| 1993/1994           | 10. místo        | Ne                                                | Leo Gudas              |
| 1994/1995           | 10. místo        | Semifinále Prohra s EHC Kloten 0 : 3              |                        |
| 1995/1996           | nehráli          | nehráli                                           |                        |
| 1996/1997           | nehráli          | nehráli                                           | Marek Pinc, Jiří Šlégr |
| 1997/1998           | nehráli          | nehráli                                           |                        |
| 1998/1999           | nehráli          | nehráli                                           |                        |
| 1999/2000           | nehráli          | nehráli                                           |                        |
| 2000/2001           | nehráli          | nehráli                                           |                        |
| 2001/2002           | nehráli          | nehráli                                           |                        |
| 2002/2003           | nehráli          | nehráli                                           |                        |
| 2003/2004           | nehráli          | nehráli                                           |                        |
| 2004/2005           | nehráli          | nehráli                                           |                        |
| 2005/2006           | nehráli          | nehráli                                           |                        |
| 2006/2007           | nehráli          | nehráli                                           | Jiří Šlégr             |
| 2007/2008           | nehráli          | nehráli                                           |                        |
| 2008/2009           | 12. místo        | Ne                                                |                        |
| 2009/2010           | 9. místo         | Ne                                                |                        |
| 2010/2011           | 9. místo         | Ne                                                |                        |
| 2011/2012           | 8. místo         | Čtvrtfinále Prohra s EV Zug 1 : 4                 | Martin Chabada         |
| 2012/2013           | 8. místo         | Čtvrtfinále Prohra s Fribourg-Gottéron 3 : 4      |                        |
| 2013/2014           | 11. místo        | Ne                                                |                        |
| 2014/2015           | 8. místo         | Čtvrtfinále Prohra s ZSC Lions 3 : 4              |                        |
| 2015/2016           | 12. místo        | Ne                                                |                        |
| 2016/2017           | 8. místo         | Čtvrtfinále Prohra s SC Bern 1 : 4                |                        |
| 2017/2018           | Bronzová medaile | Semifinále Prohra s HC Lugano 2 : 4               |                        |
| 2018/2019           | Bronzová medaile | Semifinále Prohra s SC Bern 3 : 4                 |                        |
| 2019/2020           | 5. místo         | play-off zrušeno kvůli pandemii covidu-19         |                        |
| 2020/2021           | 7. místo         | Předkolo Prohra s SC Rapperswil-Jona Lakers 0 : 2 |                        |
| 2021/2022           | 6. místo         | Čtvrtfinále Prohra s ZSC Lions 3 : 4              |                        |
| 2022/2023           | Stříbrná medaile | Finále Prohra s HC Servette Ženeva 3 : 4          |                        |
| 2023/2024           | 9. místo         | Čtvrtfinále Prohra s ZSC Lions 0 : 4              |                        |
| 2024/2025           |                  |                                                   | nikdo                  |

## Účast v mezinárodních pohárech
Zdroj:
Legenda: SP - Spenglerův pohár, EHP - Evropský hokejový pohár, EHL - Evropská hokejová liga, SSix - Super six, IIHFSup - IIHF Superpohár, VC - Victoria Cup, HLMI - Hokejová liga mistrů IIHF, ET - European Trophy, HLM - Hokejová Liga mistrů, KP – Kontinentální pohár
- EHP 1978/1979 – 2. kolo
- EHP 1981/1982 – 2. kolo
- EHP 1983/1984 – 2. kolo
- HLM 2019/2020 –